# سیارک ۶۹۰۷
سیارک ۶۹۰۷ (به انگلیسی: 6907 Harryford، نامگذاری:1990WE) شش هزار و نهصد و هفتمین سیارک کشف شده‌است که در ۱۹ نوامبر ۱۹۹۰ کشف شد.